# Zuluia deplanata
Zuluia deplanata är en kackerlacksart som beskrevs av Karlis Princis 1963. Zuluia deplanata ingår i släktet Zuluia och familjen jättekackerlackor. Inga underarter finns listade i Catalogue of Life.